# Клермон (кантон)
Клермон (фр. Clermont) — кантон во Франции, находится в регионе О-де-Франс, департамент Уаза. Входит в состав округа Клермон.

## История
До 2015 года в состав кантона входили коммуны:
Авреши, Авриньи, Аньес, Байёль-ле-Сок, Бленкур, Брёй-ле-Вер, Брёй-ле-Сек, Бюль, Клермон, Ла-Нёвиль-ан-Эз, Ла-Рю-Сен-Пьер, Ламекур, Лиц, Мембевиль, Ремекур, Ремерангль, Сент-Обен-су-Эркери, Фи-Джем, Фуйёз, Шуази-ла-Виктуар, Эпинёз, Эрьон, Эркери, Этуи.
В результате реформы 2015 года состав кантона был изменен. В его состав вошли отдельные коммуны упраздненного кантона Льянкур.

## Состав кантона с 22 марта 2015 года
В состав кантона входят коммуны (население по данным Национального института статистики Архивная копия от 7 ноября 2021 на Wayback Machine за 2018 г.):
- Аньес (3 047 чел.)
- Байваль (1 468 чел.)
- Брёй-ле-Вер (3 099 чел.)
- Брёй-ле-Сек (2 663 чел.)
- Вердерон (487 чел.)
- Катенуа (1 039 чел.)
- Клермон (10 183 чел.)
- Лабрюйер (700 чел.)
- Ламекур (191 чел.)
- Льянкур (6 951 чел.)
- Мембевиль (406 чел.)
- Нуэнтель (1 061 чел.)
- Рантиньи (2 526 чел.)
- Ремекур (78 чел.)
- Розуа (629 чел.)
- Сент-Обен-су-Эркери (332 чел.)
- Фи-Джем (2 562 чел.)
- Фуйёз (141 чел.)
- Эркери (596 чел.)
- Этуи (771 чел.)

## Политика
На президентских выборах 2022 г. жители кантона отдали в 1-м туре Марин Ле Пен 32,8 % голосов против 22,8 % у Эмманюэля Макрона и 19,4 % у Жана-Люка Меланшона; во 2-м туре в кантоне победила Ле Пен, получившая 55,0 % голосов. (2017 год. 1 тур: Марин Ле Пен – 31,1 %, Эмманюэль Макрон – 20,8 %, Жан-Люк Меланшон – 19,4 %, Франсуа Фийон – 13,7 %; 2 тур: Макрон – 52,0 %. 2012 год. 1 тур:  Франсуа Олланд – 28,4 %, Марин Ле Пен – 25,8 %, Николя Саркози – 24,7 %; 2 тур: Олланд – 51,1 %).
С 2021 года кантон в Совете департамента Уаза представляют член совета коммуны Льянкур Офелия Ван Эльсюв (Ophélie Van Elsuwe) (Разные правые) и бывший мэр коммуны Этуи, депутат Национального собрания Франции Максим Мино (Maxime Minot) (Республиканцы).
|                | Кандидаты                        | Партия                   | Первый тур | Первый тур     | Второй тур | Второй тур |
| Кол-во голосов | Кандидаты                        | Партия                   | % голосов  | Кол-во голосов | % голосов  |            |
| -------------- | -------------------------------- | ------------------------ | ---------- | -------------- | ---------- | ---------- |
|                | Офелия Ван Эльсюв Максим Мино    | Правый блок              | 4 506      | 50,85          | 5 670      | 66,15      |
|                | Дени Дюпюи Мирьяна Жаковлевич    | Левый блок               | 2 402      | 27,11          | 2 902      | 33,85      |
|                | Жан-Клод Барбери Милена Бомбгарт | Национальное объединение | 1 953      | 22,04          |            |            |

|                | Кандидаты                        | Партия             | Первый тур | Первый тур     | Второй тур | Второй тур |
| Кол-во голосов | Кандидаты                        | Партия             | % голосов  | Кол-во голосов | % голосов  |            |
| -------------- | -------------------------------- | ------------------ | ---------- | -------------- | ---------- | ---------- |
|                | Офелия Ван Эльсюв Эдуар Куртьяль | Правый блок        | 4 877      | 35,18          | 5 782      | 41,15      |
|                | Валери Домис Филипп Ламбийот     | Национальный фронт | 4 100      | 29,57          | 4 136      | 29,43      |
|                | Андре Вантом Валери Ман          | Левый блок         | 3 267      | 23,56          | 4 134      | 29,42      |
|                | Каролин Бес Лоик Пен             | Разные левые       | 1 399      | 10,09          |            |            |
|                | Селин Альфред Джамаль Бенкеруф   | Разные левые       | 221        | 1,59           |            |            |

|  | Кандидат      | Партия                  | % голосов |
|  | ------------- | ----------------------- | --------- |
|  | Андре Вантом  | Социалистическая партия | 54,72     |
|  | Жоан Делькруа | Новый центр             | 24,42     |
|  | Андре Фушар   | Национальный фронт      | 11,45     |
|  | Мартин Плёшо  | Коммунистическая партия | 9,42      |